# Salwator Cup
Salwator Cup – kobiecy turniej tenisowy rozgrywany w Krakowie na kortach twardych w hali. Impreza zaliczana jest do cyklu ITF Women's Circuit. Pula nagród wynosi 100 000 dolarów amerykańskich. 

## Mecze finałowe

### gra pojedyncza
| Rok  | Mistrzyni       | Finalistka       | Wynik            |
| 2008 | Anne Keothavong | Monica Niculescu | 7:6(4), 4:6, 6:3 |

### gra podwójna
| Rok  | Mistrzynie                         | Finalistki                   | Wynik    |
| 2008 | Angelique Kerber Urszula Radwańska | Olga Brózda Sandra Zaniewska | 6:3, 6:2 |